# Artur Wichniarek
Artur Mikołaj Wichniarek, né le 28 février 1977 à Poznań, est un footballeur polonais. Il occupe le poste d'attaquant.

## Carrière

### En club
Artur Wichniarek a commencé sa carrière professionnelle au Lech Poznań, lors de la saison 1993-1994. Il fait ses débuts en championnat lors de cette même saison, mais ne parvient pas à se faire une place sur le terrain. C'est donc pour cela qu'il est prêté en 1996 pour une demi-saison au Górnik Konin, club de seconde division. À son retour, il gagne la confiance de l'entraîneur, et lors de la saison 1996-1997, dispute 30 matches (pour 4 réalisations). La même année, il rejoint le Widzew Łódź. Avec sa nouvelle équipe, il dispute 57 rencontres, et inscrit 28 buts, la plupart lors de sa dernière saison à Łódź.
Son talent attire les recruteurs, et plus particulièrement ceux de l'Arminia Bielefeld, club tout juste promu en 1.Bundesliga. À son arrivée en Allemagne, Wichniarek séduit les supporters, et devient le leader et le meilleur buteur du club. Mais cela n'empêche pas Bielefeld de descendre à l'échelon inférieur, se classant à l'avant-dernière place. Lors de la saison 2000-2001, il remporte le titre de meilleur buteur de seconde division, à égalité avec Olivier Djappa du SSV Reutlingen 05, grâce à ses 18 buts qui permettent notamment à l'Arminia d'éviter la relégation.
L'Hertha BSC Berlin, qualifié pour la Coupe UEFA, ne rate pas l'occasion de recruter le joueur, et c'est ainsi qu'Artur Wichniarek atterrit à l'Olympiastadion en 2003. Mais le Polonais doit se contenter du banc des remplaçants. Avant la saison 2006-2007, et après 44 matches et 4 buts à son actif, il revient à l'Arminia Bielefeld.
Comme lors de sa précédente expérience, Wichniarek atteint son plus haut niveau du côté de la Rhénanie-du-Nord. L'Arminia parvient à se maintenir, et le joueur joue match sur match. Lors de la saison 2008-2009, il atteint son plus haut niveau. En championnat, il fait partie des meilleurs buteurs, et décroche le titre de meilleur joueur de Bundesliga en août 2008 avec 42,4 %, devant Neven Subotić et Vedad Ibišević. Malgré une petite baisse en fin de saison, Wichniarek totalise 13 réalisations, ce qui le place au 10e rang du classement des buteurs en compagnie de Kevin Kuranyi. Mais bien seul à la tête de son équipe, il ne lui permet pas de se maintenir dans l'élite, et termine même à la dernière place.
Cela le pousse donc à vouloir quitter le club, chose qui sera faite le 3 juillet 2009. En effet, le joueur signe pour deux années (avec une supplémentaire en option) dans son ancien club, le Hertha Berlin. La transaction est évaluée à un million d’euros.
Avec la descente de son club, Wichniarek décide de quitter l'Allemagne pour retourner au pays. Le 30 juin 2010, il signe un contrat d'un an au Lech Poznań, son club formateur. Dès la visite médicale, ses dirigeants se disent impressionnés par son état physique. Pour son premier match, en Ligue des Champions contre l'Inter Bakou, il permet à sa nouvelle équipe de repartir d'Azerbaïdjan avec une victoire importante, en marquant l'unique but de la rencontre.

### En sélection
Artur Wichniarek a commencé sa carrière internationale avec l'équipe polonaise le 3 mars 1999 contre l'Arménie (victoire 1-0). Un mois plus tard, face à la République tchèque, il inscrit son premier but en sélection. Durant quatre années, il multiplie les rencontres avec la Pologne, jusqu'au 20 août 2003 (Estonie - Pologne, match durant lequel il inscrit le but victorieux à la 89e minute). Pendant cinq ans, il est écarté des listes par Paweł Janas.
Alors qu'il est au sommet de sa forme avec l'Arminia Bielefeld, il est appelé par le nouvel entraîneur, Leo Beenhakker, le 6 février 2008. Pour un match amical face aux Tchèques, il dispute la première mi-temps, avant de céder sa place à Maciej Żurawski.

### Palmarès
- Vice-Champion de Pologne : 1999
- Meilleur buteur du 2.Bundesliga : 2001
- Vice-champion du 2.Bundesliga : 2002
- Meilleur joueur du mois de 1.Bundesliga : août 2008